# Augusto Winter
Augusto Winter Tapia (1868-1927) fue un bibliotecario y poeta chileno. 

## Biografía
Hijo de alemán y chilena, procedía de la localidad de Cerrillos de Tamaya, ubicada a 25 km al norte de la ciudad de Ovalle, en la región de Coquimbo. Llegó adolescente a Santiago en los años 1880, donde estudió para técnico mecánico en la Escuela de Artes y Oficios (la actual USACH). 
La muerte de su padre lo hace volver a Tamaya y cuando retorna a la capital pone un taller de tallados en vidrio, empresa en que no tiene buenos resultados.
En 1897, siguiendo el progreso que trae el ferrocarril a Temuco y la colonización del sur de Chile, llega a lo que llamaban región de la frontera, actual región de La Araucanía. Como no tiene éxito en la capital regional, se traslada primero a Puerto Domínguez como herrero, para después arribar a la costera localidad de Puerto Saavedra, conocido como Bajo Imperial, donde se radicó definitivamente. Primero como mecánico de vapores y, para luego ganar prestigio ocupando cargos públicos como tesorero y secretario municipal.
Luego de empleado público como secretario municipal, promovió en 1915 la creación de la primera biblioteca pública, que se convertiría la primera de la Araucanía y que lleva su nombre. Por ese entonces se despierta la vena poética de este gran conocedor de la literatura universal, que profesa el teosofismo. A la biblioteca llegan otros poetas que, como él, reflejarán más tarde los paisajes de la zona —Gabriela Mistral y Pablo Neruda— y lo visitan escritores como Eugenio Labarca, Alone, Francisco Donoso y Alfonso Escudero; también lo hace la joven Eliana Navarro, que escribió sus primeros poemas inspirada por el paisaje de Cautín, donde vivía, e influenciada por Winter.
Neruda lo recuerda así: ...en el desordenado río de los libros como un navegante solitario, mi avidez de lectura no descansaba de día ni de noche. En la costa, en el pequeño Puerto Saavedra, encontré una biblioteca municipal y un viejo poeta, don Augusto Winter, que se admiraba de mi voracidad literaria. "¿Ya lo leyó?", me decía, pasándome un nuevo Vargas Vila, un Ibsen, un Rocambole. Como un avestruz, yo me negaba a discriminar. Don Augusto Winter era el bibliotecario de la mejor biblioteca que he conocido. Tenía una estufa de aserrín en el centro, y yo me establecía allí como si me hubieran condenado a leerme en tres meses de verano todos los libros que se escribieron en los largos inviernos del mundo.
La Mistral, en su recorrido por esa región que dio origen al poema «Araucanos», luego de un viaje en vapor por el río Imperial y llegando a Puerto Saavedra y el lago Budi, conoce y establece amistad con Winter.

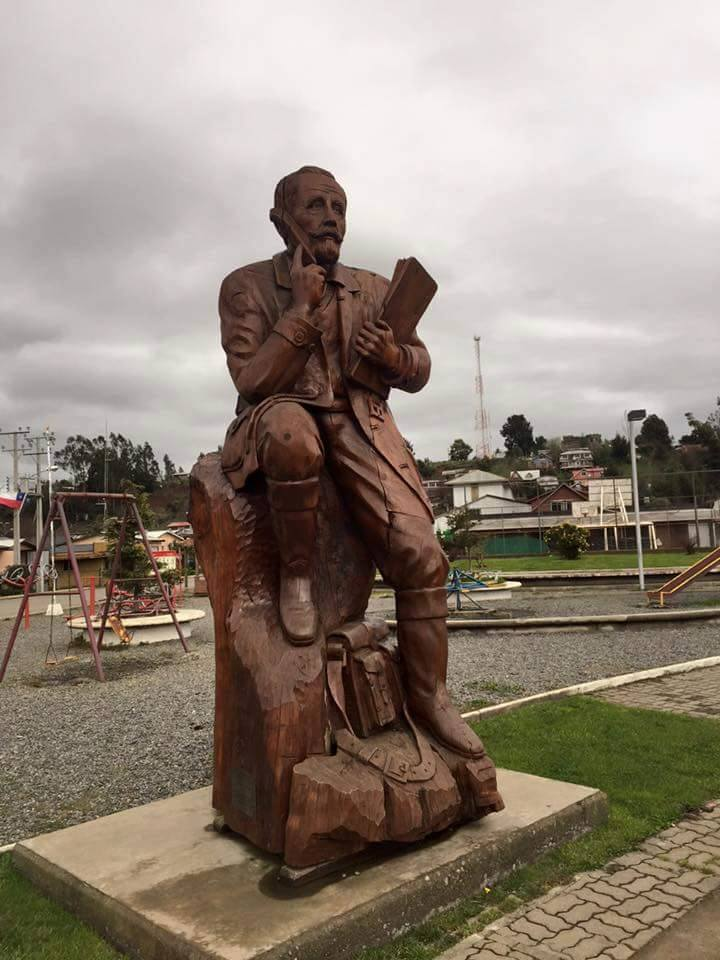
Talla de Winter por el escultor mapuche Ildefonso Quilempán

Como señala el escritor regional Hugo Alíster, "su breve pero intensa obra poética, es uno de los primeros discursos en Chile acerca del daño que el hombre provoca en su entorno y, por lo tanto, a sí mismo. Es, seguramente, el iniciador de la poesía ecológica en nuestra devastada tierra. Este solo hecho amerita la recuperación de su memoria y de su obra".
La obra de Winter se aproxima a la corriente del romanticismo, siendo intimista, cargada de nostalgia, conmueve y de algún modo evoca un aspecto de la Frontera violenta de principios de siglo, en pleno proceso de colonización y chilenización de estas tierras mapuches. Es denominado el primer poeta ecológico (ambientalista) e indigenista de Chile.
El mismo año de su muerte salió a luz su libro Poesías (Temuco: Editorial Ceres, 1927), el único que publicó; su poema más conocido, La fuga de los cisnes, es un homenaje a la vida silvestre y a las bellezas del lago Budi, tal vez una metáfora de la fragilidad de la vida natural en oposición a la brutalidad de los recién llegados, el símbolo de la huida hacia el interior de la Araucanía profunda.
Falleció en 1927 a los 59 años en Puerto Saavedra de un angioma al pecho.
Además de la biblioteca municipal de Puerto Saavedra, un colegio lleva su nombre en Temuco y en Puerto Domínguez, a orillas del lago Budi, se alza un estatua en madera realizada por Ildefonso Quilempán, escultor mapuche fallecido el 27 de noviembre de 2017 en un accidente de tránsito.